# Abbaye Saint-Georges de Boscherville
Pour les articles homonymes, voir Abbaye Saint-Georges.
L'abbaye Saint-Georges de Boscherville se situe dans la commune de Saint-Martin-de-Boscherville, dans le département de la Seine-Maritime. L'église abbatiale est presque intégralement de style roman.
L'église fait l’objet de multiples protections au titre des monuments historiques : classement de l'église par la liste de 1840, classement du cloître en 1862, classement de la salle capitulaire en 1875, inscription de parcelles cadastrales en 1987 et classement de divers vestiges enfouis ainsi que divers bâtiments subsistants en 1989. Des bénévoles de l'association Chantiers Histoire et Architecture Médiévales ont participé à sa restauration entre 1987 et 1988.

## Histoire

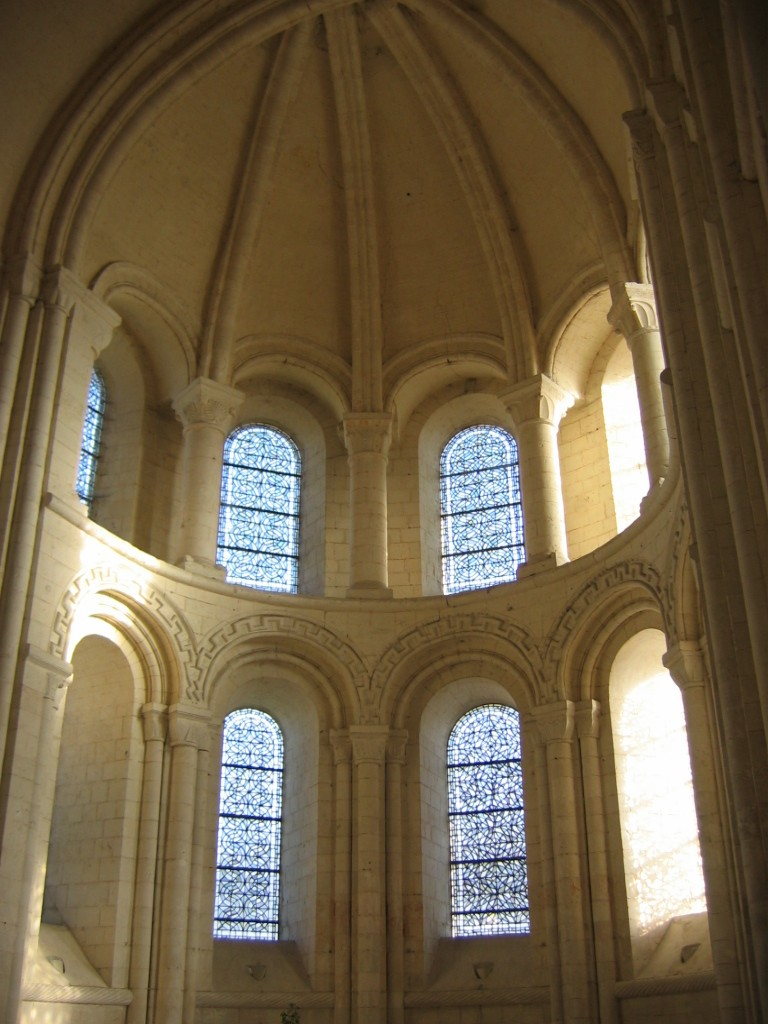
Abside de l'église.

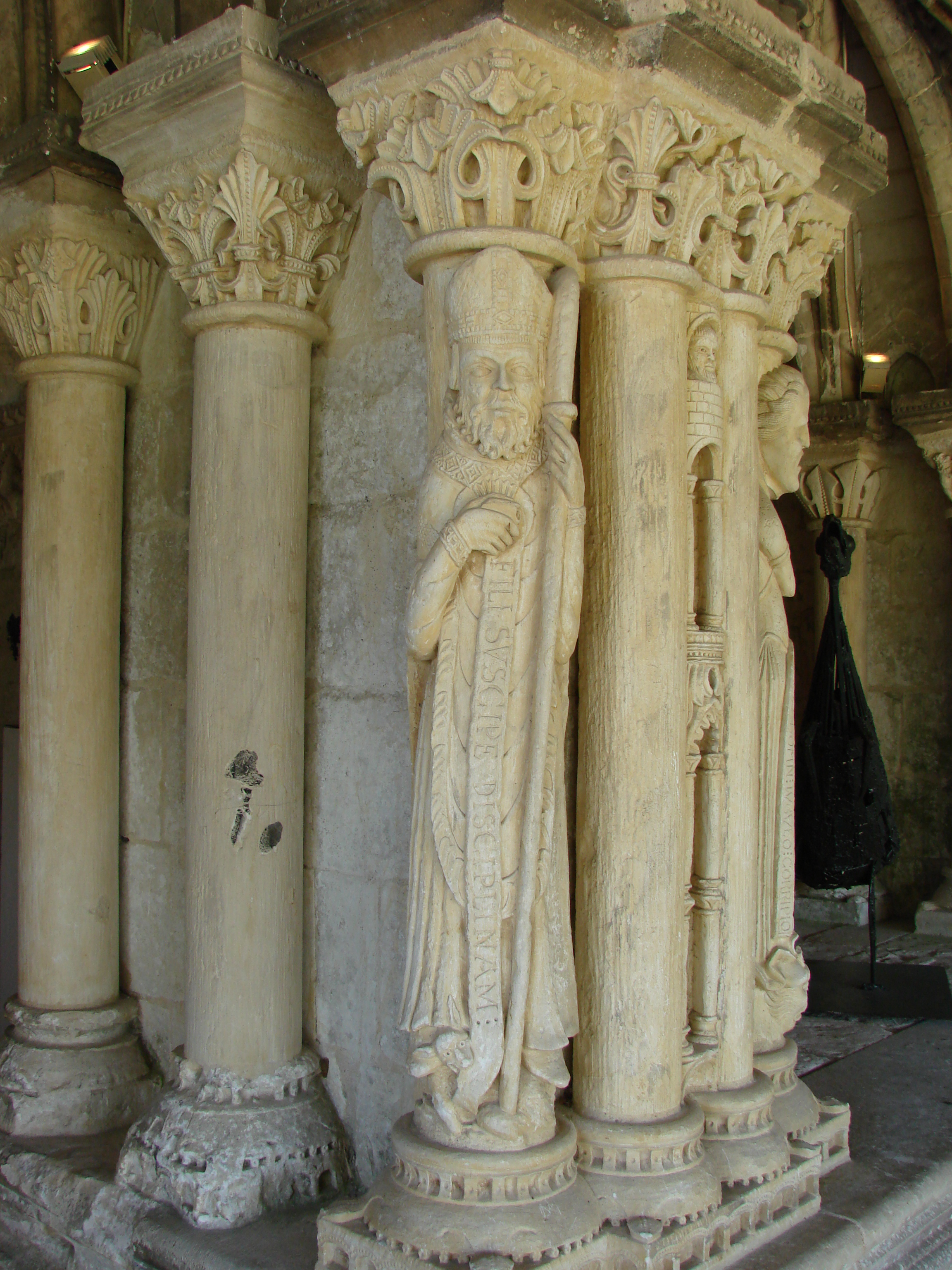
L'entrée de la salle capitulaire.

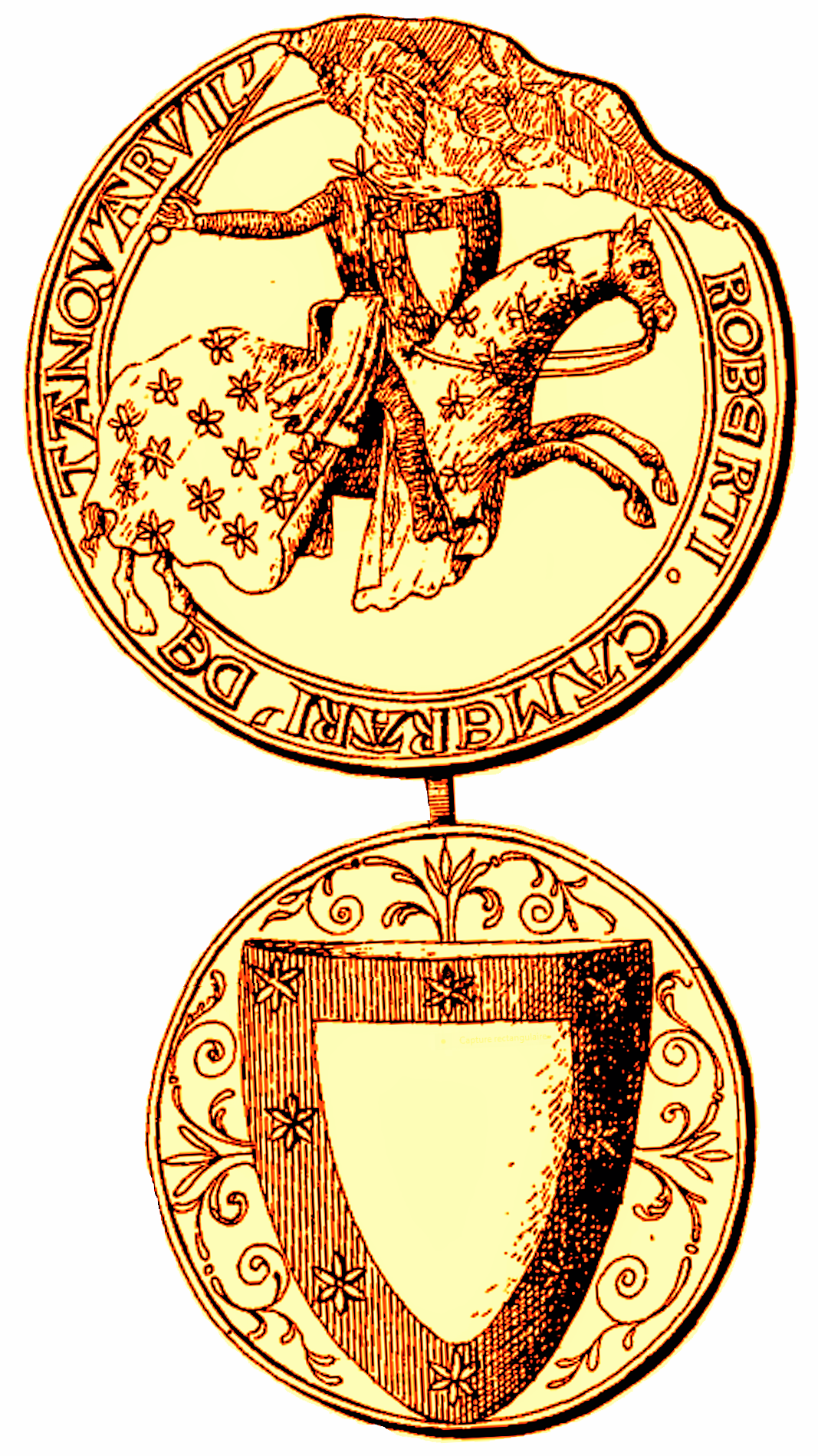
Sceau et contre-sceau de Robert de Tancarville.

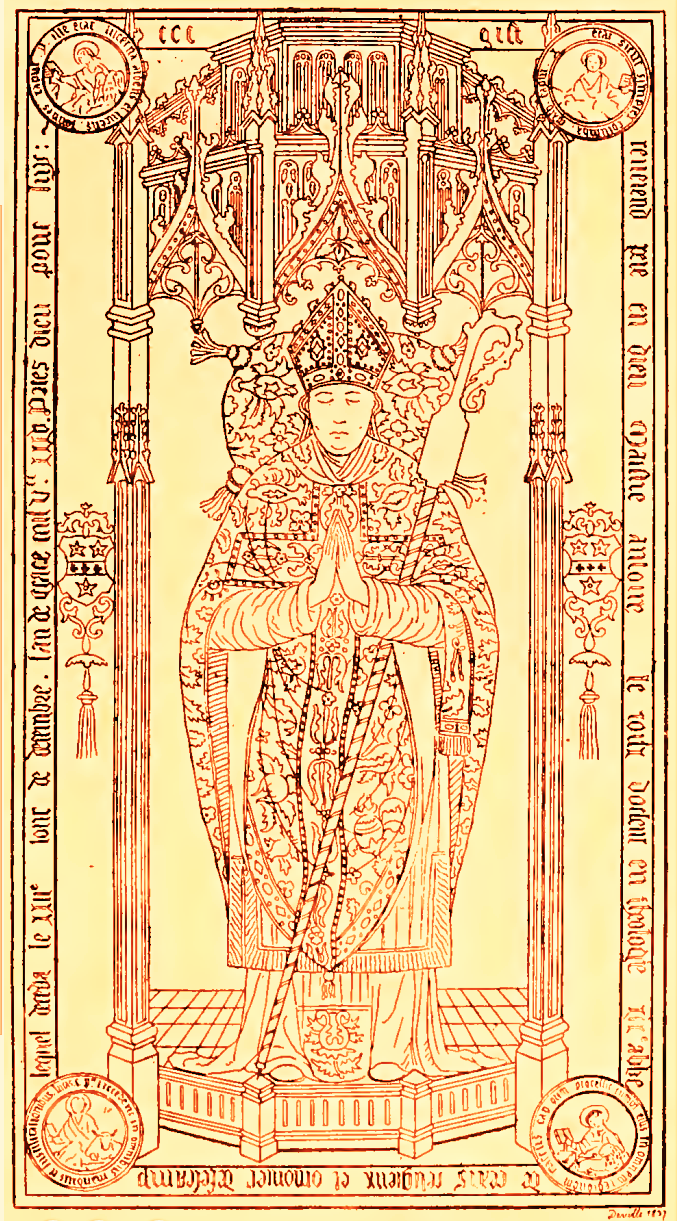
Abbé Antoine Le Roux (1535).

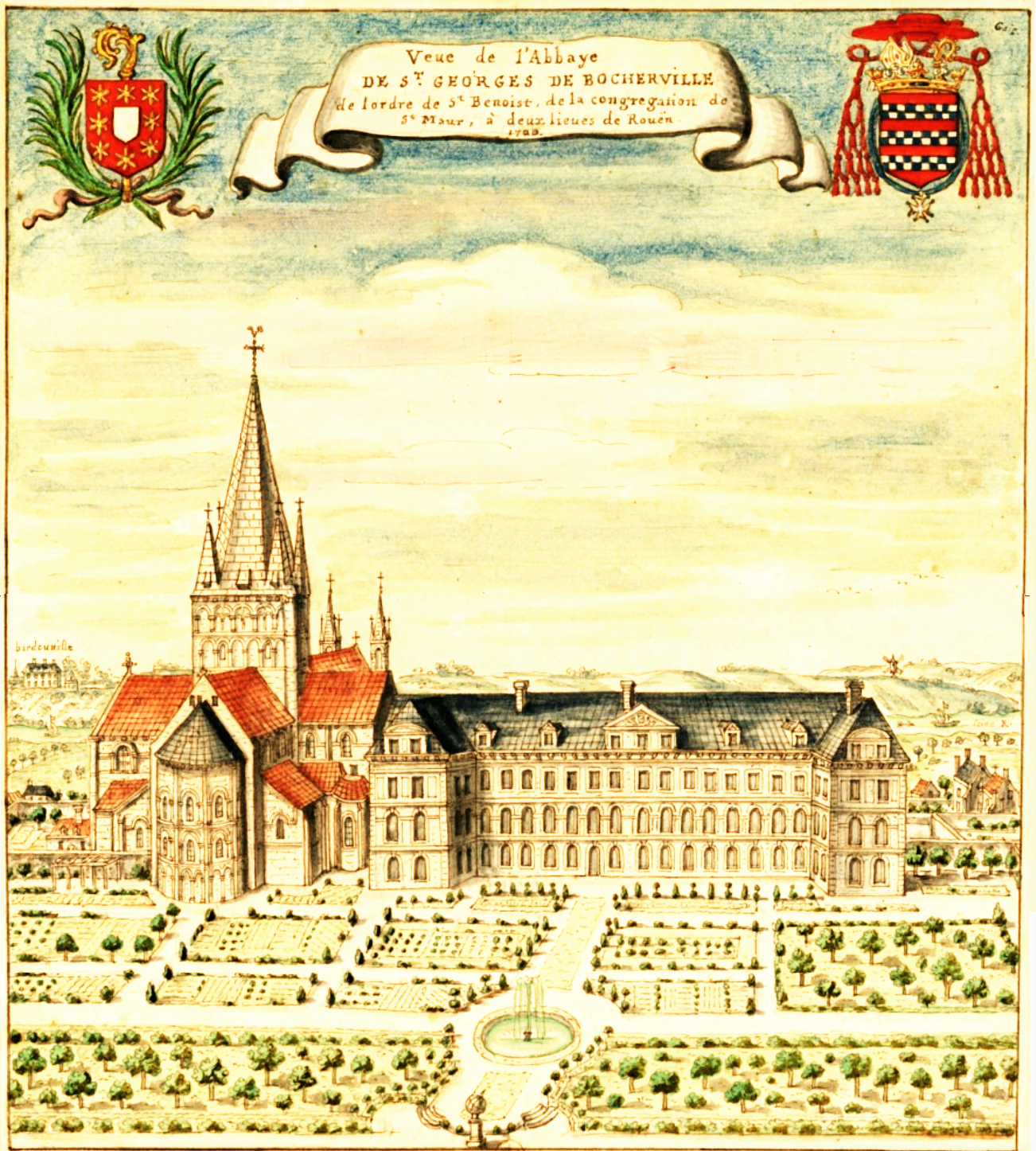
L'abbaye en 1700.

### Le site sacré
La première occupation du site où sera construite l'abbaye remonte à l'époque gallo-romaine où un temple carré avec une galerie en bois est édifié au Ier siècle apr. J.-C. Il est remplacé au IIe siècle par un fanum puis, à l'époque franque par une chapelle funéraire installée dans la cella du fanum. Le site est occupé du Ier au IIIe siècle, puis, à partir du VIIe siècle par plusieurs édifices chrétiens qui sont à l'origine de l'abbaye.
En 1055, Raoul de Tancarville ou Raoul-le-Chambellan installe une communauté de chanoines dans la petite chapelle funéraire de 15,50 m de longueur par 7,50 m de largeur. La chapelle devenue trop petite pour la communauté, la collégiale dédiée à saint Georges est construite sur l'emplacement du temple et du fanum, son chœur à chevet plat est sous la salle capitulaire actuelle et elle a un petit cloître. Une charte-pancarte de 1080 décrit les travaux avec précision.
Dans un premier temps, les chanoines enseignent et prêchent avec le soutien de l'aristocratie puis, devenus riches et puissant, s'attirent l'hostilité de leurs bienfaiteurs. Leur rôle ne résiste pas à la montée du monachisme avec ses valeurs de pauvreté et de vie communautaire. Comme la collégiale de Boscherville, une trentaine de collégiales normandes disparaissent. En 1113 ou 1114, Guillaume de Tancarville, chambellan du roi Henri Ier Beauclerc les chasse pour fonder l'abbaye Saint-Georges de Boscherville.

### L'âge d'or
Raoul de Tancarville (-vers 1066), chambellan de Normandie, fait une donation à la collégiale de Saint-Georges de Boscherville.
Guillaume Ier de Tancarville (vers 1075-1129), fils de Raoul, chambellan en chef de Normandie et d'Angleterre fonde l'abbaye de Saint-Georges de Boscherville, S. GEORGIUS DE BALCHERI-VILLA, vers 1112/1113, qui remplace la collégiale fondée par son père. Grâce à son patronage, elle attire un grand nombre de donations, notamment celle du roi Henri Ier qui lui donne le port de Bénouville. Celle-ci devient le lieu de sépulture de la famille.
Les chanoines sont remplacés par une dizaine de moines bénédictins de l'abbaye de Saint-Évroult. Son abbaye-mère veut la garder comme prieuré, mais les fondateurs permettent par des dons à Louis, premier abbé de 1114 à 1157, de bâtir l'église et des bâtiments claustraux. Son successeur, Victor, abbé de 1157 à 1211, est un ancien moine de Saint-Victor de Caux. Il élève le cloître et un corps de logis, mais surtout la salle capitulaire qui montre son goût pour les Arts et où il est inhumé. Dans sa tombe, on trouvera une magnifique crosse d'abbé en laiton gravée et poinçonnée du début du XIIIe siècle. Pendant les quinze années de son abbatiat, Richard Ier doit défendre son autonomie que conteste toujours l'abbaye de Saint-Évroult, mais une bulle du pape Honorius III de 1225 met fin à leurs prétentions. Dans l'église, en 1235, la charpente primitive est remplacée par une voûte gothique.
De sa fondation jusqu'en 1244 s'étend la période la plus prospère de l'abbaye.

### Le déclin
Les dons qui affluent sous la domination anglaise quand les Tancarville sont les chambellans du roi ralentissent, Guillaume IV de Tancarville partageant ses faveurs avec les Cordeliers de Rouen.
Entre 1249 et 1269, Eudes Rigaud, archevêque de Rouen, vient presque tous les ans à l'abbaye et constate le désordre, les moines ne sont plus que vingt, ils permettent aux étrangers l'accès au cloître, les restes de la table ne sont plus distribués aux pauvres mais aux domestiques, ils sont dépourvus d'une bonne Bible pour la lecture en commun et l'abbé quitte les offices, surtout ceux de mâtine. L'archevêque recommande de mettre de l'ordre et, en 1267, il constate que tout va bien.

En 1305, disparaît le dernier des Tancarville qui ont toujours été fidèle à l'abbaye. Elle passe aux d'Harcourt puis aux Orléans-Longueville qui ne l'oublie pas et l'abbaye adopte pour elle-même les armoiries de ses bienfaiteurs. Lors de la visite du roi Charles V en 1322 
 (novembre 2022).
., les moines ne sont plus que dix à quinze.
En 1390, le monastère vend le seul prieuré en Angleterre qu'elle a pu conserver. Ce prieuré se trouvait dans le village d'Edith Weston (Rutland). En 1412, l'abbé Guillaume-Étienne obtient du pape, pour lui et ses successeurs, le droit de porter crosse et mitre.
Pendant la guerre de Cent Ans, les terres de l'abbaye sont ravagées et il faut réparer l'église et le cloître. Au XVe siècle, il ne reste plus que huit moines qui ne peuvent remplir les charges imposées par les bienfaiteurs, mais les vocations reprennent et, en 1502, ils sont 12, puis 20 religieux en 1530. Antoine Bohier est le seul des abbés réguliers a accéder aux hautes fonctions ecclésiastiques et meurt cardinal archevêque de Bourges.
De 1506 à 1535, l'abbé Antoine Le Roux dont on a la très belle pierre tombale reconstruit une partie du cloître. Avec lui se termine la longue liste des abbés réguliers.

### La décadence et la fin
La mise en commende de l'abbaye où le roi donne à un grand seigneur, un étranger, revêtu du titre pour jouir des revenus, ayant des intérêts toujours distincts de ceux des religieux, résidant bien à part, dans une enceinte à lui réservé, ou au loin dans un château, un évêché, un bénéfice plus riche, est rarement un bénédictin. Il est remplacé dans l'abbaye par un prieur, il n'y a plus d'émulation, la discipline se relâche. Parmi ses abbés, deux cardinaux de la famille d'Este qui ne sont probablement jamais venus à Boscherville.
Un autre désastre s'abat sur l'abbaye, les guerres de Religion. En 1562-1570, les religieux s'enfuient et se cachent face à la fureur des protestants, l'église est dépouillée de tous ses ornements et de son mobilier, tous les bâtiments sont mis à sac. En 1590, on tente d'incendier l'église, le feu consume la maison abbatiale, le cloître et l'habitation des religieux sont ruinés.
En 1625, huit pendants d'ogive de la nef sont entrouverts et menacent ruine. De 1626 à 1676, l'abbé commendataire Louis de Bassompierre, évêque de Saintes, introduit la réforme de Saint-Maur et reconstruit une grande partie des bâtiments claustraux. En 1659, la congrégation de Saint-Maur qui a déjà sauvée de nombreuses abbayes négocie avec les religieux en place qui conservent leurs habitudes et le droit de nommer le prieur et les mauristes s'installent le premier décembre 1660.
En 1690, Jean Louis Charles d'Orléans-Longueville, fils de la célèbre duchesse de Longueville, pose la première pierre du grand logis avec la salle capitulaire et les dortoirs. Les jardins sont tracés, l'église reçoit un mobilier luxueux.

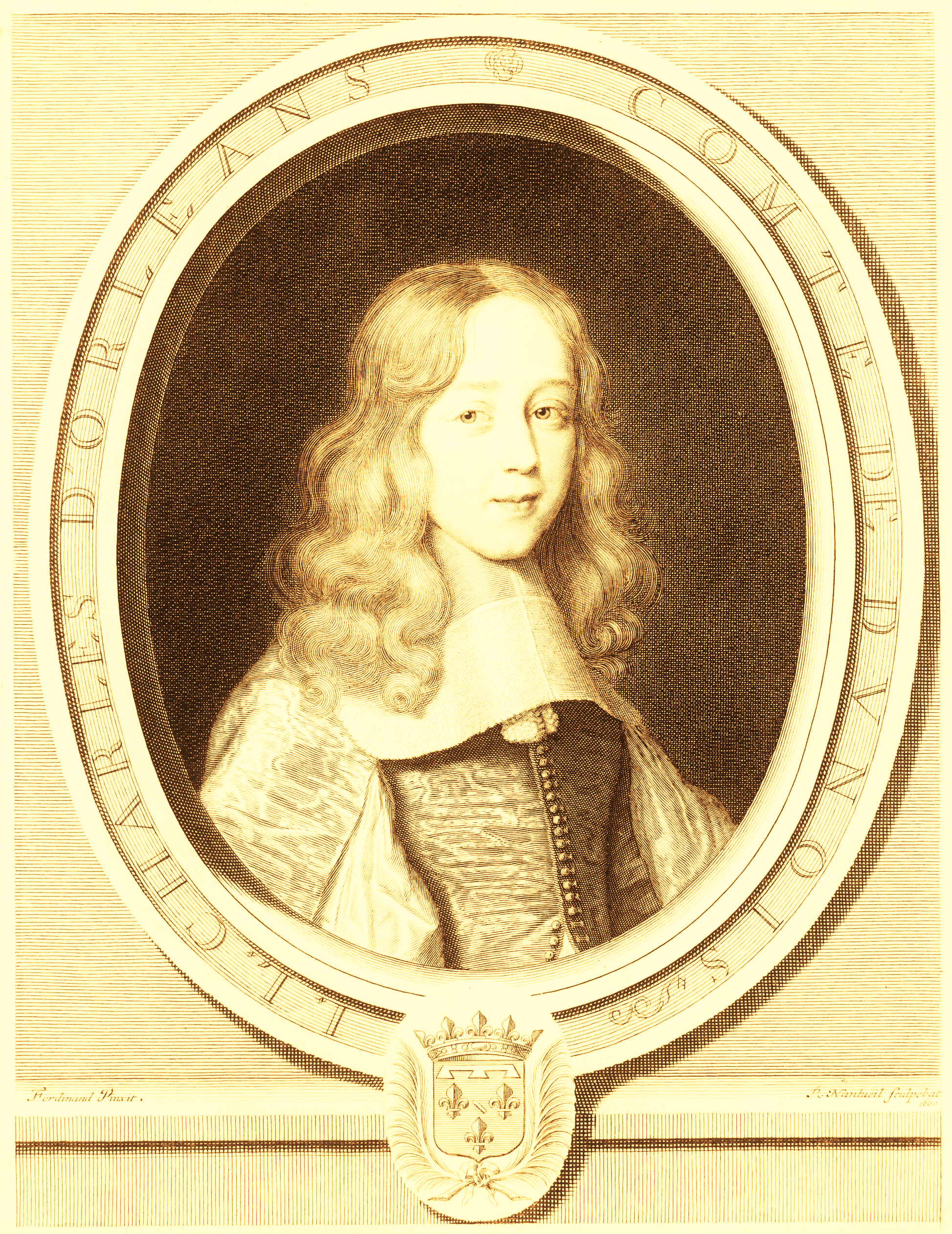
Jean Louis Charles d'Orléans-Longueville.

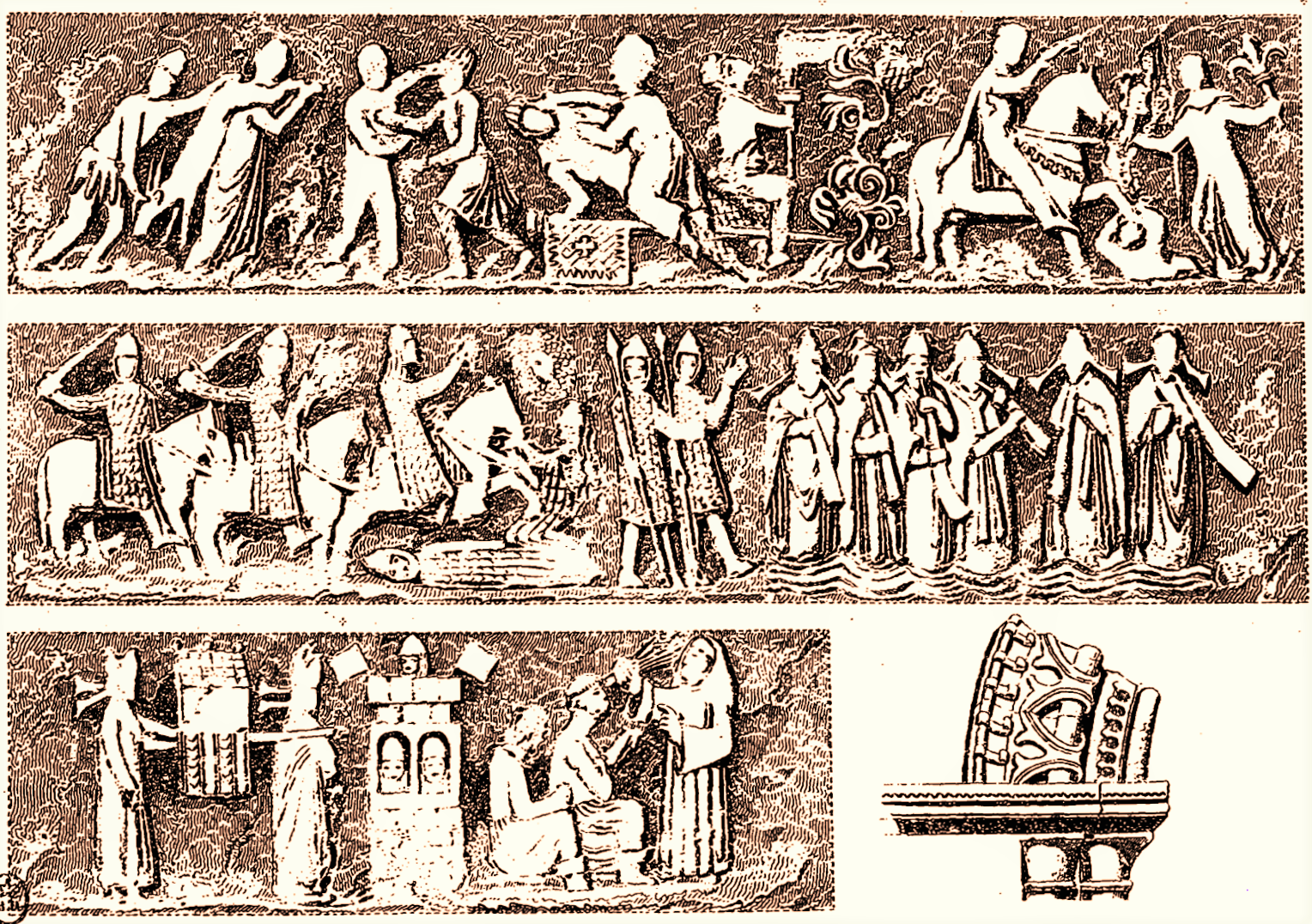
Sculptures du cloître publiées en Angleterre en 1822 par Cotman.

Le duc de Longueville, faible d'esprit, est en 1672 soustrait aux regards, donne son droit d'aînesse à son frère et un quartier spécial lui est réservé avec ses domestiques dans l'abbaye où il meurt en 1693.
En 1790, le nombre des religieux est tombé à sept. Le 13 février 1790, l'Assemblée nationale décrète la suppression des ordres religieux donc de Saint-Georges de Boscherville. Le 28 avril 1790, les officiers municipaux de la commune de Saint-Martin-de-Boscherville prennent note du contenu de l'abbaye et signifient aux religieux qu'ils ne sont plus chez eux.
Lors de l'adjudication qui ne comprend pas l'église, un marchand de Rouen achète la maison abbatiale et claustrale avec les cours et les jardins. Une manufacture est installée dans le grand bâtiment mauriste.
L'église est en bon état, avec un mobilier suffisant, un jeu d'orgue complet alors que l'église et les bâtiments de la paroisse de Saint-Martin de Boscherville sont en ruines, les habitants décident de garder l'église de l'abbaye comme église paroissiale pendant que l'ancienne sert à la production de salpêtre.
Le 20 décembre 1791, la fabrique arrête que, le dimanche suivant, les paroissiens se réuniront dans l'église abbatiale. Les habitants apprécient la valeur du trésor qu'ils possèdent par les lignes élogieuses écrites en 1820 par l'Anglais Taylor et Nodier dans leur Voyages pittoresques et romantiques dans l'ancienne France, le comte de Laborde dans les Monuments de la France de 1816-1826, l'Anglais Cotman en 1822 qui publie des dessins de l'église et des chapiteaux dans Architectural Antiquities of Normandy et l'archéologue Arcisse de Caumont dans le Bulletin monumental. Quand la manufacture s'arrête, que le propriétaire vend les pierres au détail, que la salle capitulaire sert d'écurie et que son tour arrive, elle devient propriété du département en 1822. L'église et la salle capitulaire sont sauvées.

### Temporel
L'abbaye a reçu les patronages et les dîmes de 28 églises dans le diocèse de Rouen et une dans le diocèse de Lisieux, huit prieurés ou chapelles, trois prieurés ou manoirs en Angleterre, un hôtel à Rouen, des moulins, des terres, des droits de pêche, des exemptions de péage, le droit de prendre du bois de construction dans la forêt de Roumare, les dîmes des forêts de Lillebonne, de Fécamp, de Montebourg et les offrandes des fidèles lors de la fête de la Saint Georges.
Au début du XVIIIe siècle, elle a un revenu d'environ 10 000 Livres.

### Héraldique et Sigillographie
Armoiries :

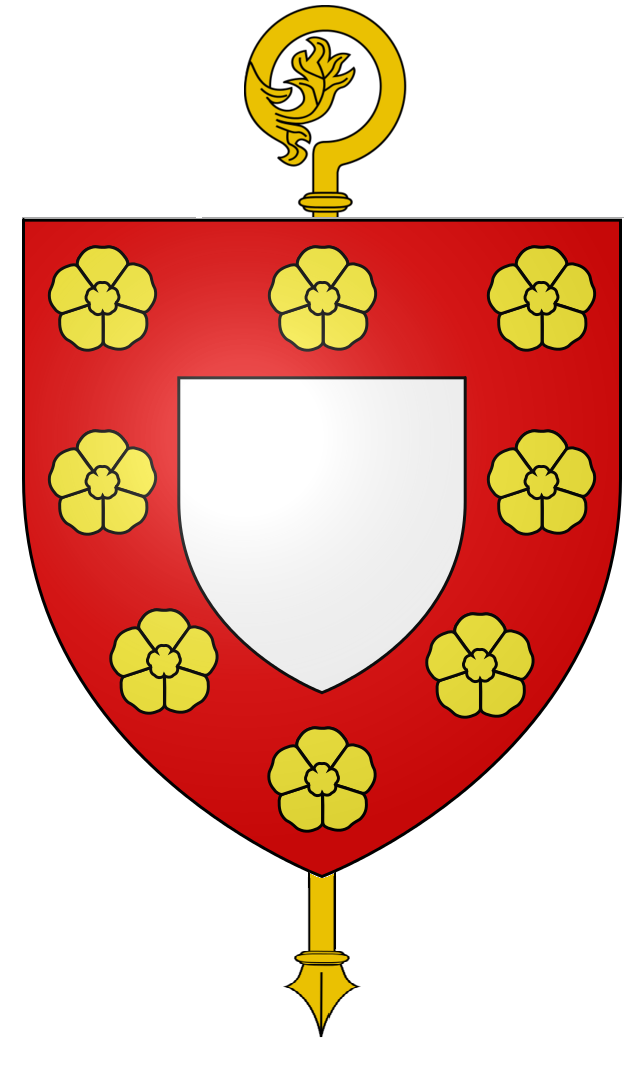
Armoiries de l'abbaye.

De gueules à l'écu d'argent en abyme, à l'orle de huit augemmes d'or, l'écu appuyé sur une crosse en pal (Armoiries des fondateurs de l'abbaye, les chambellans de Tancarville).
Sceaux :
- Abbé Jean, 1308 : fragment de sceau rond de 55 mm, type abbatial sur champ frotté, appendu à une procuration aux États de 1308[12].
- Abbaye de Saint-Georges de Boscherville, 1387 : sceau rond 28 mm, Saint Georges en costume chevaleresque frappant le dragon de sa lance[13].
- Henry d'Espinay de Saint-Luc, abbé commendataire, 1682, écu en chevron bisauté, couronné, timbré d'une mitre et d'une crosse, dans un cartouche embrassé par deux palmes.
- Henri Charles de Cambon de Coislin, abbé commendataire, 1687, écu à trois faces échiquetées de deux traits, timbré d'une mitre et d'une crosse, embrassé par deux palmes.
- SIGILLVM.ABBATIǢ.STI.GEORGII, 1759, Saint Georges à cheval, frappat le dragon de sa lance.
- 1785, écu à l'orle d'étoiles portant en abyme un écusson chargé de rinceaux, timbré d'une couronne de comte, entre une mitre et une crosse dans un cartouche accompagné de deux rameaux fleuris[14].

## Architecture

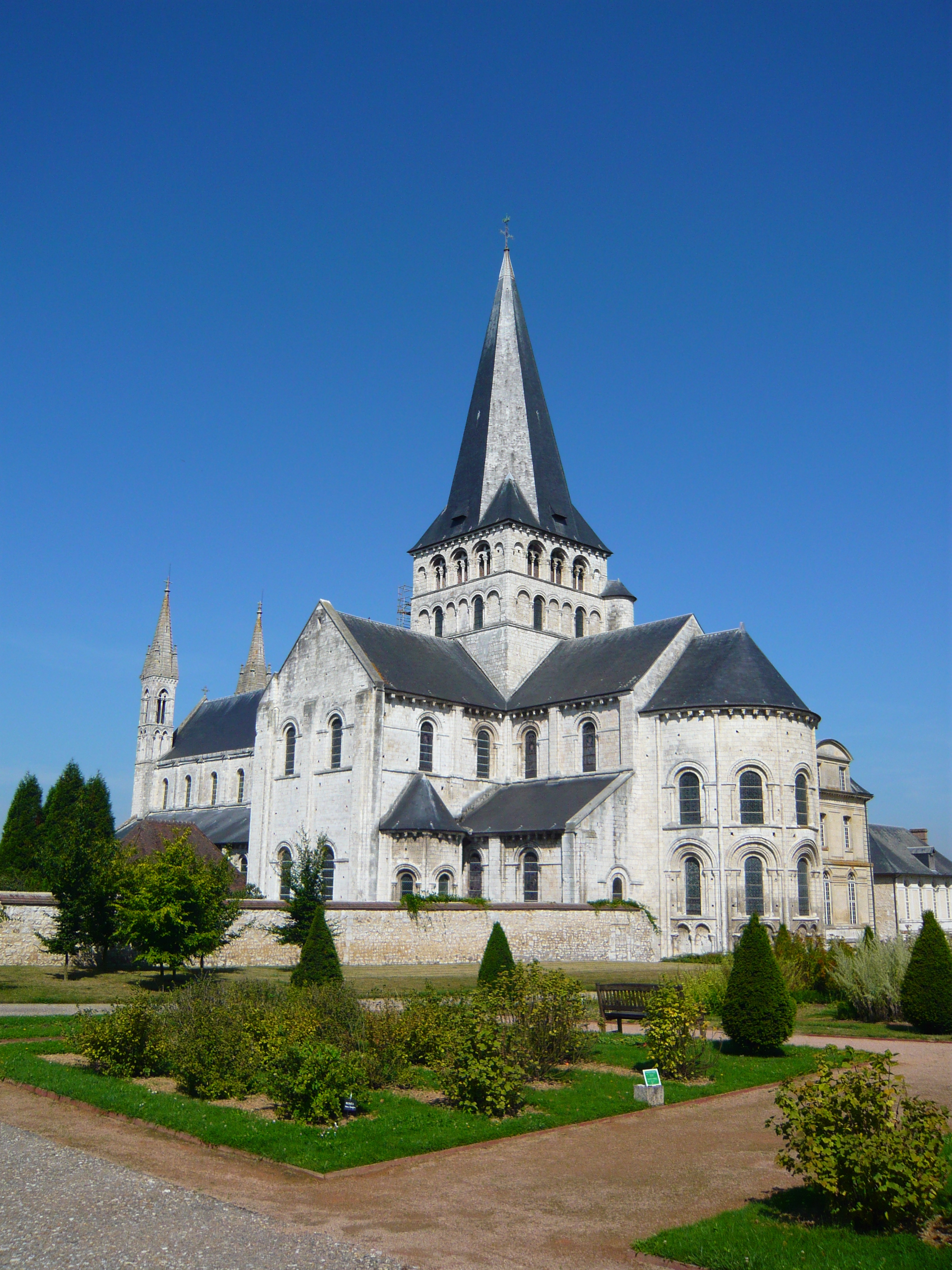
Vue du chevet de l'église.

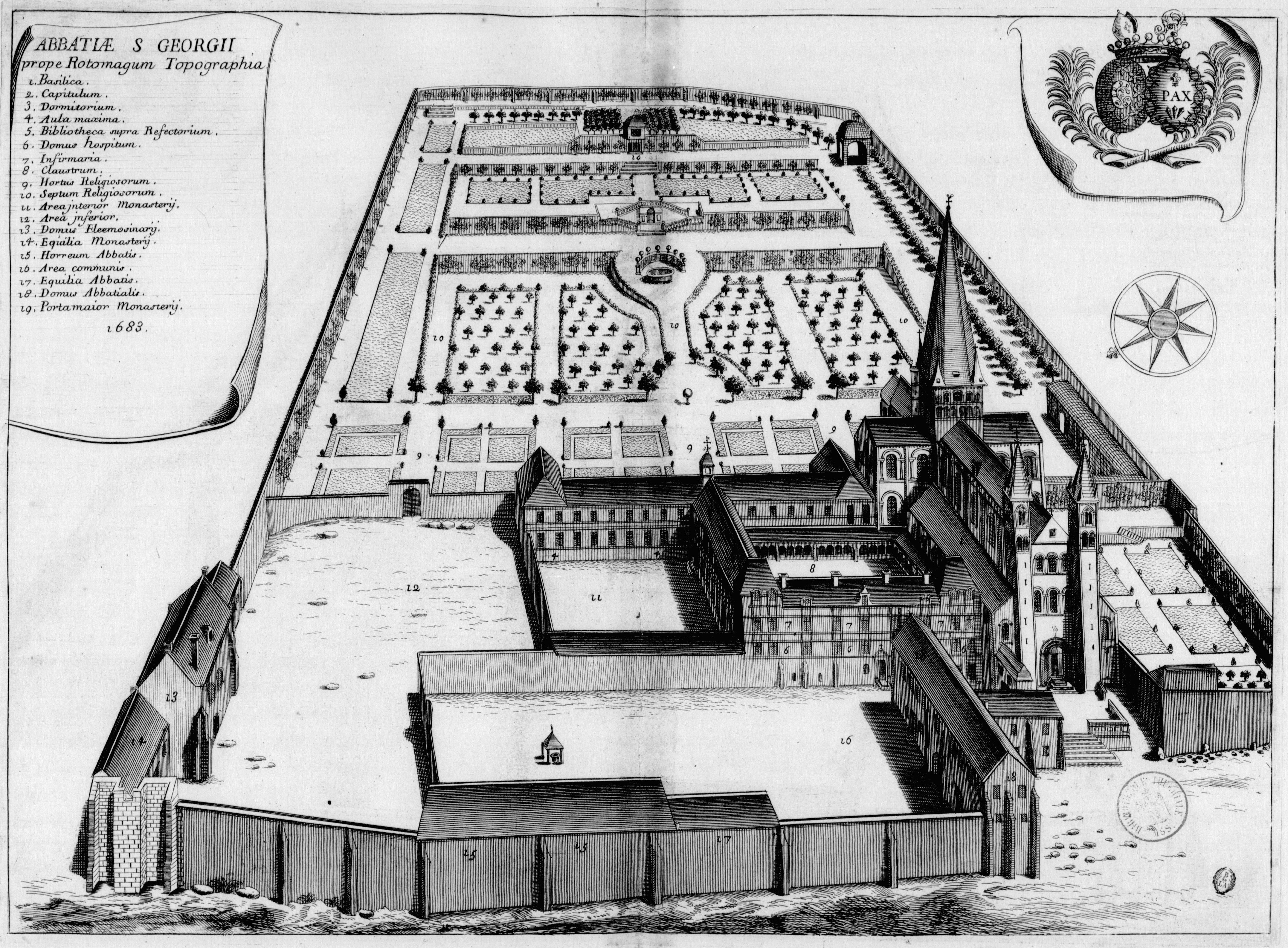
L'abbaye en 1683.

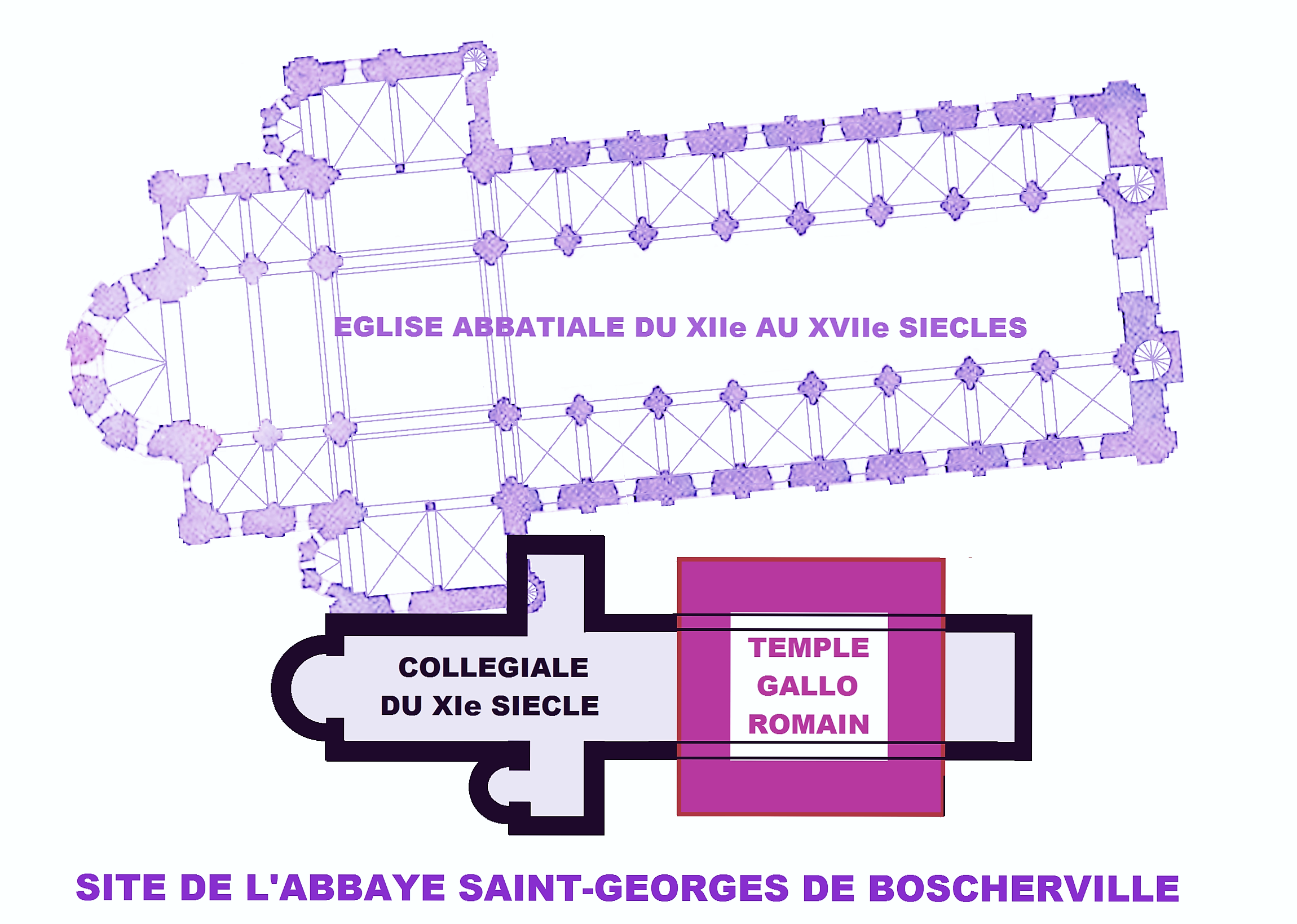
Le temple, la collégiale et l'abbatiale

Le site de l'abbaye Saint-Georges de Boscherville est un lieu sacré depuis le Ier siècle de notre ère, époque à laquelle un temple carré à galerie en bois occupe le nord de la nef de l'église actuelle. Ce temple est remplacé, au IIe siècle, par un fanum à galerie et, dans la seconde moitié du XIe siècle, par une collégiale avec un cloître et des bâtiments en bois. La collégiale est arasée à partir de 1160 pour construire le nouveau monastère qui subit des modifications aux XVIe et XVIIe siècles, puis au XVIIIe siècle, les mauristes construisent le grand bâtiment regroupant les fonctions régulières.
Le plan de l'ensemble des bâtiments existants et des fouilles montre une grande densité de construction. Pendant près de vingt siècles, on a construit, détruit, modifié, changé les fonctions de certaines pièces. L'attribution d'un logis et d'une chapelle aux chambellans est une hypothèse séduisante.
L'organisation de l'abbaye respecte la règle de saint Benoît qui impose la clôture monastique autour d'un cloître desservant le chœur eucharistique de l'église avec un accès facile aux dortoirs des moines pour les offices de nuit, une vision directe depuis le cloître sur la salle capitulaire pour que personne n'ignore une assemblée de la communauté, les lieux de vie, réfectoire, chauffoir et la bibliothèque. Le jardin des moines complète cet ensemble régulier.
Au transept nord de l'église est accrochée la salle capitulaire qui donne sur le cloître avec son puits, le dortoir des moines, et, parallèle à l'église, le réfectoire avec à l'étage les lieux de vie et la bibliothèque. La construction par des mauristes de l'aile Est a regroupé les fonctions sans modifier le fonctionnement du monastère.
Les visiteurs, hôtes, convers et domestiques ont un accès direct aux sept premières travées de l'église et à une cour commune qui donne accès au logis de l'abbé avec son écurie et sa remise, à l'hôtellerie et à l'infirmerie. La grange aux dîmes et l'écurie du monastère sont dans une autre petite cour.

### Église

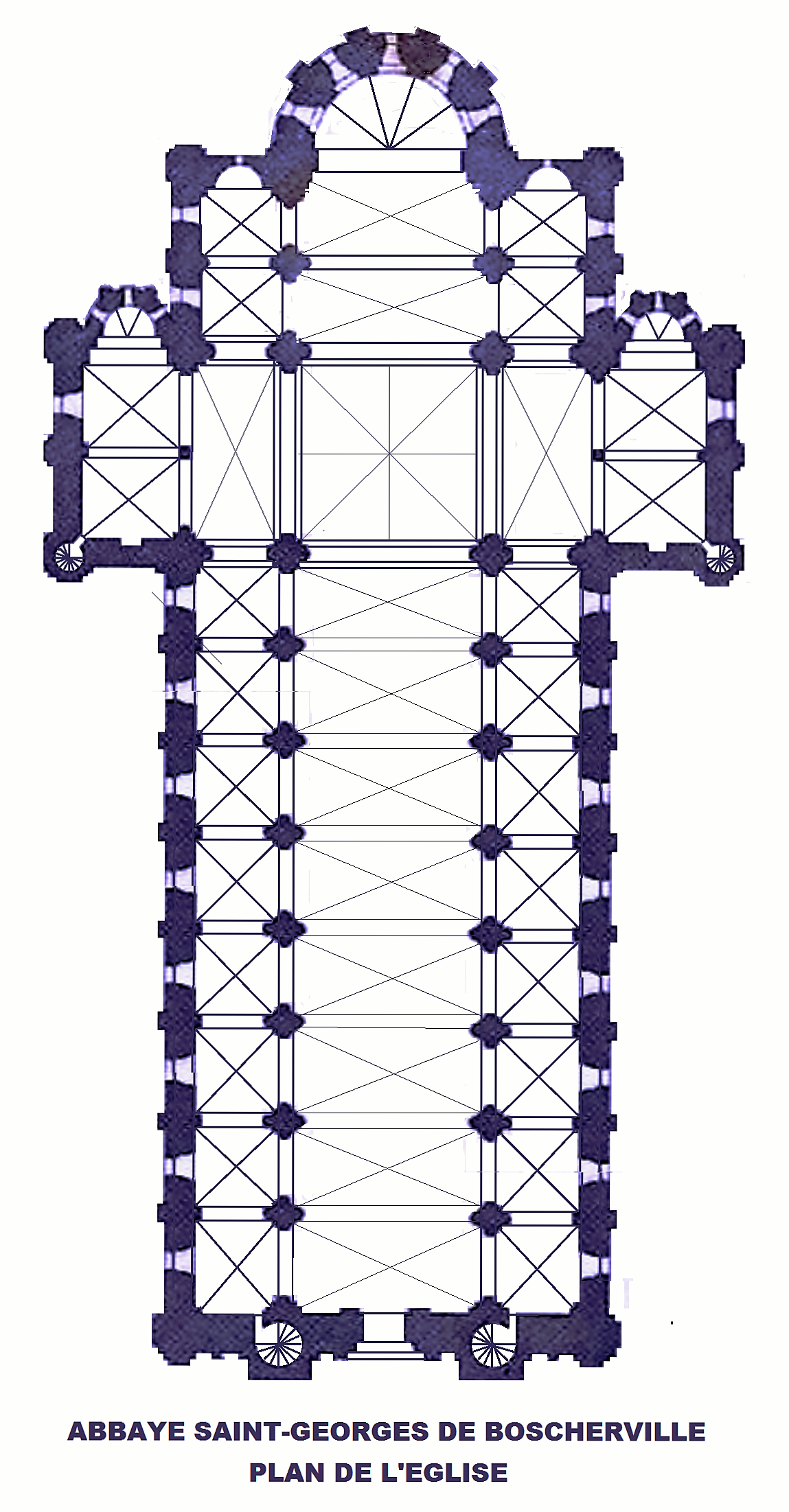
Plan de l'église.

L'église de l'abbaye Saint-Georges de Boscherville présente une grande unité d'architecture romane normande. Les seules modifications au plan primitif sont les tourelles gothiques de la façade et l'addition de voûtes à la nef et aux transepts. Les voûtes du chœur et des bas-côtés sont primitives : ce sont des voûtes d'arêtes sans nervures. Le chœur composé de l'abside, du transept et d'une travée de la nef était plus élevé que le reste de la nef, ce qui est visible sur les hauteurs différentes de la base des colonnes. L'église romane de Saint-Georges de Boscherville peut être rapprochée de l'église Notre-Dame-sur-l'Eau, près de Domfront, et de l'église Saint-Nicolas de Caen, construite par les bénédictins de l'abbaye aux Hommes. Sa datation varie, suivant les auteurs, de la fin du XIe au début du XIIe siècle.
Le plan de l'église est en croix latine avec une nef à huit travées, des bas-côtés terminés par des chapelles à chevet plat, un transept avec absidioles sur chaque croisillon, la croisée du transept est prolongée de deux travées et d'une abside pour former le chœur des moines qui commence à la septième travée. Une tour-lanterne surmonte la croisée du transept et deux clochers ornent la façade principale. On accède à l'église par une porte principale et quatre portes secondaires. Les bas-côtés, les croisillons et le chœur sont voutés d'arêtes. La nef était à l'origine couverte par une charpente remplacée par une voûte gothique et les deux travées du chœur ont des voûtes d'arêtes romanes sur plan barlong. Le triforium a des arcades en plein-cintre, quatre escaliers conduisent aux parties supérieures de l'église et un escalier du XIVe ou XVe siècle saillant en demi-tourelle au second étage de la tour.
La charpente du bras sud du transept datée de la deuxième partie du XIIe siècle est du type le plus ancien qui existe en France et dans un état de conservation remarquable. Sur des entraits de 12,50 m de longueur posés tous les 90 cm reposent des fermes-portiques longitudinales de 3,50 m qui supportent les chevrons soulagés par des jambettes. Il n'y a pas de stabilité latérale, le charpentier comptant sur les murs pignons pour reprendre les efforts horizontaux.

#### Dimensions
- Longueur totale de l'église : 70 m, dont : 
  - longueur de la nef : 38 m
  - longueur du chœur : 16 m
- longueur du transept : 35 m
- largeur de la nef centrale : 10 m
- largeur des bas-côtés : 4,60 m
- hauteur de l'église : 22 m
- hauteur de la tour centrale : 57 m
- hauteur des deux clochers : 37 m.

Les sculptures romanes sont sobres à la manière du XIe siècle, les modillons sont ornés de têtes étranges, les sculptures du triforium sont plus hardies et galbées. Deux médaillons représentent des guerriers et un évêque bénissant.
Avant la Révolution, l'église renfermait les tombeaux de ses fondateurs et bienfaiteurs. En 1823, il y avait deux fosses entre le chœur et l'abside recouvertes de peintures avec des armoiries où étaient ensevelis deux membres de ces familles. Devant le grand autel se trouvait la pierre tombale de l'abbé Antoine Le Roux.
Classement: Église abbatiale (XIIe siècle) avec tour-lanterne et orgue (1627) classée monument historique en 1840, dalle funéraire d'Antoine Le Roux (1535).

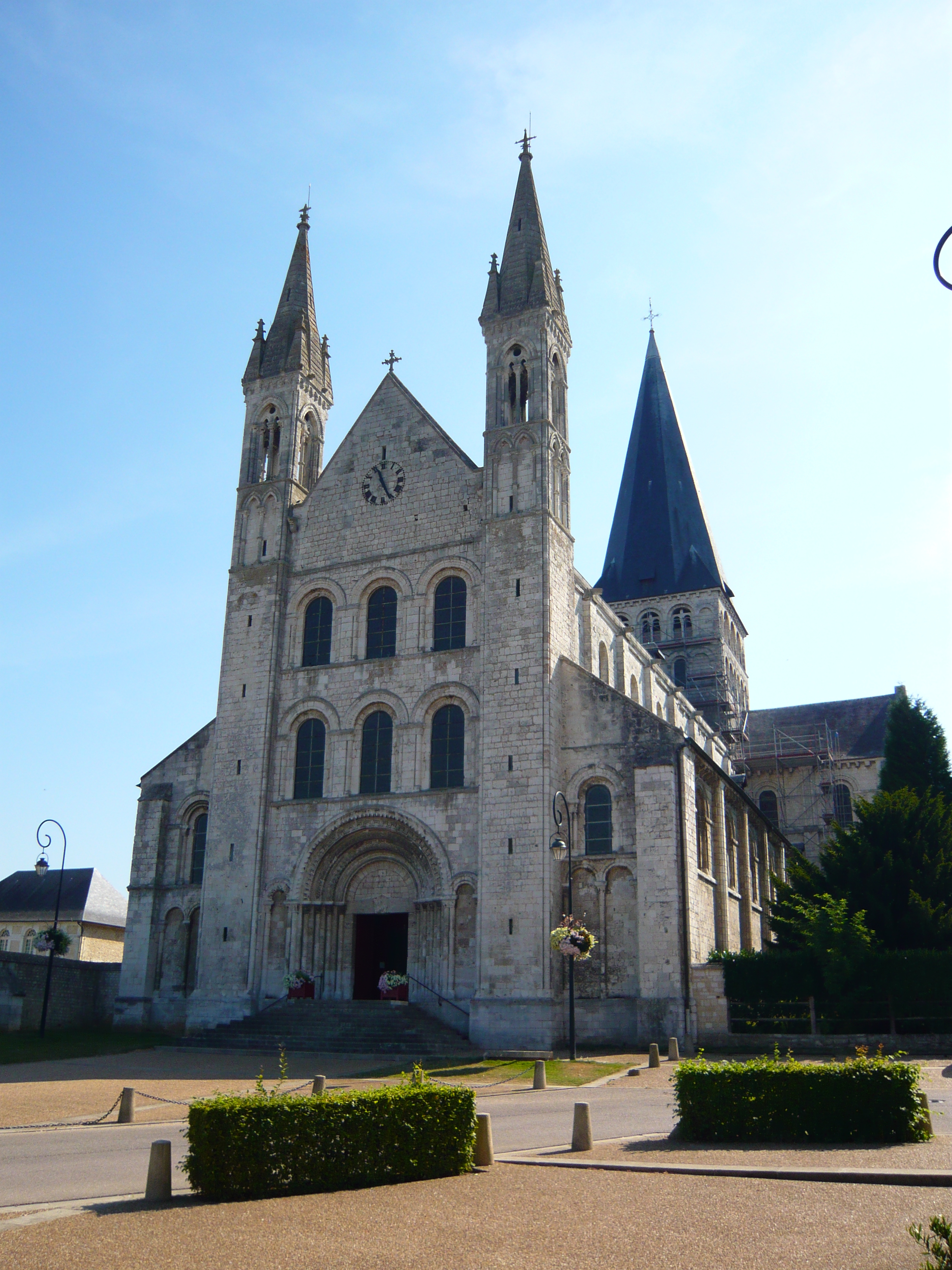
Vue ouest sur le portail.
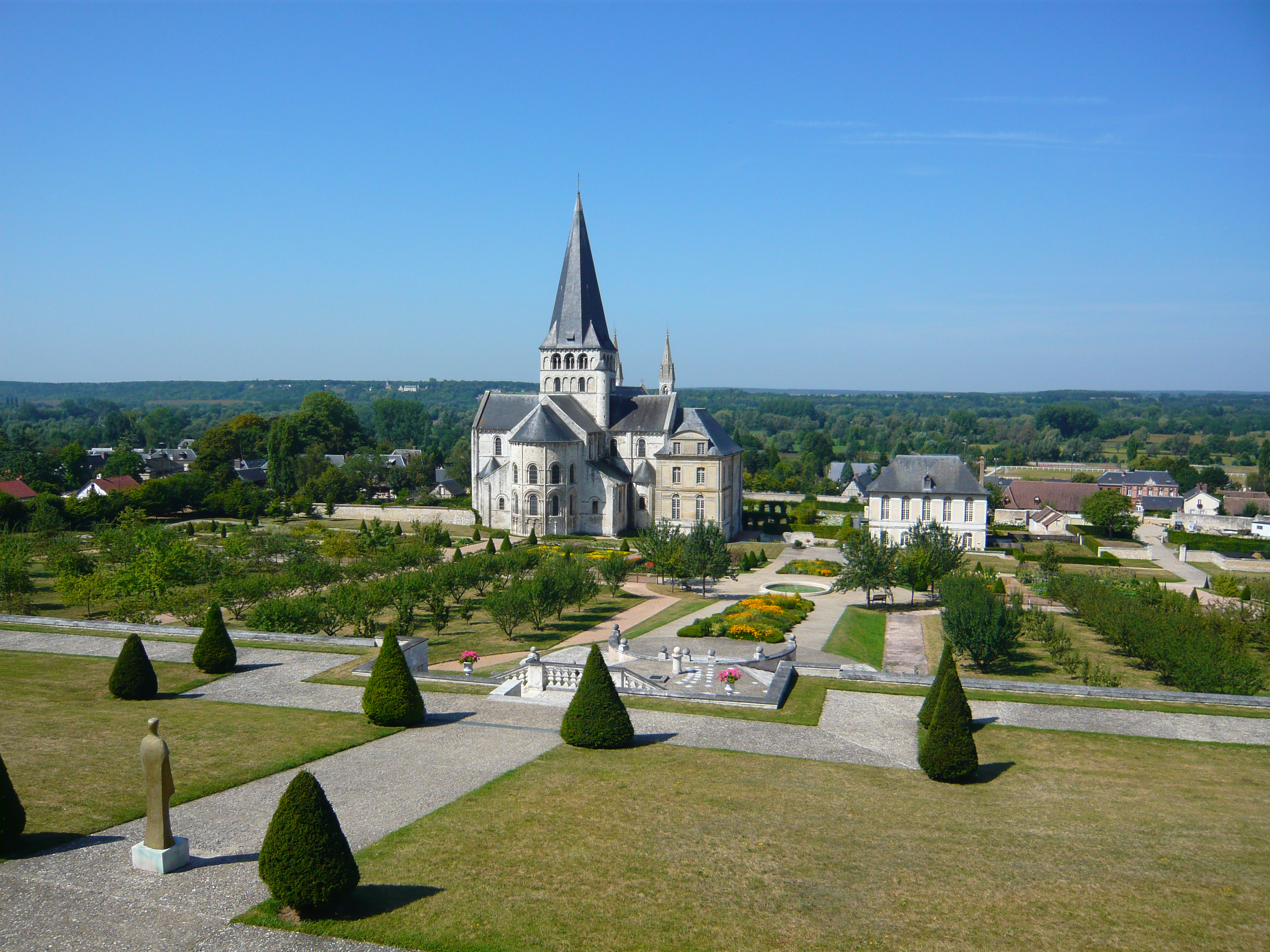
Vue depuis les jardins.
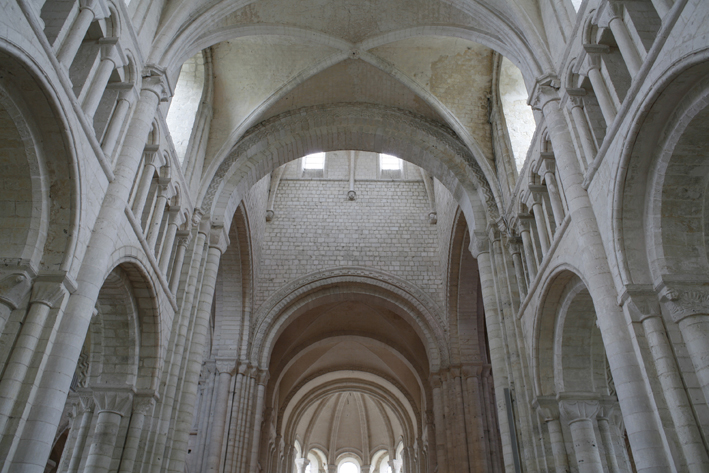
Vue sur le triforium et la tour-lanterne.
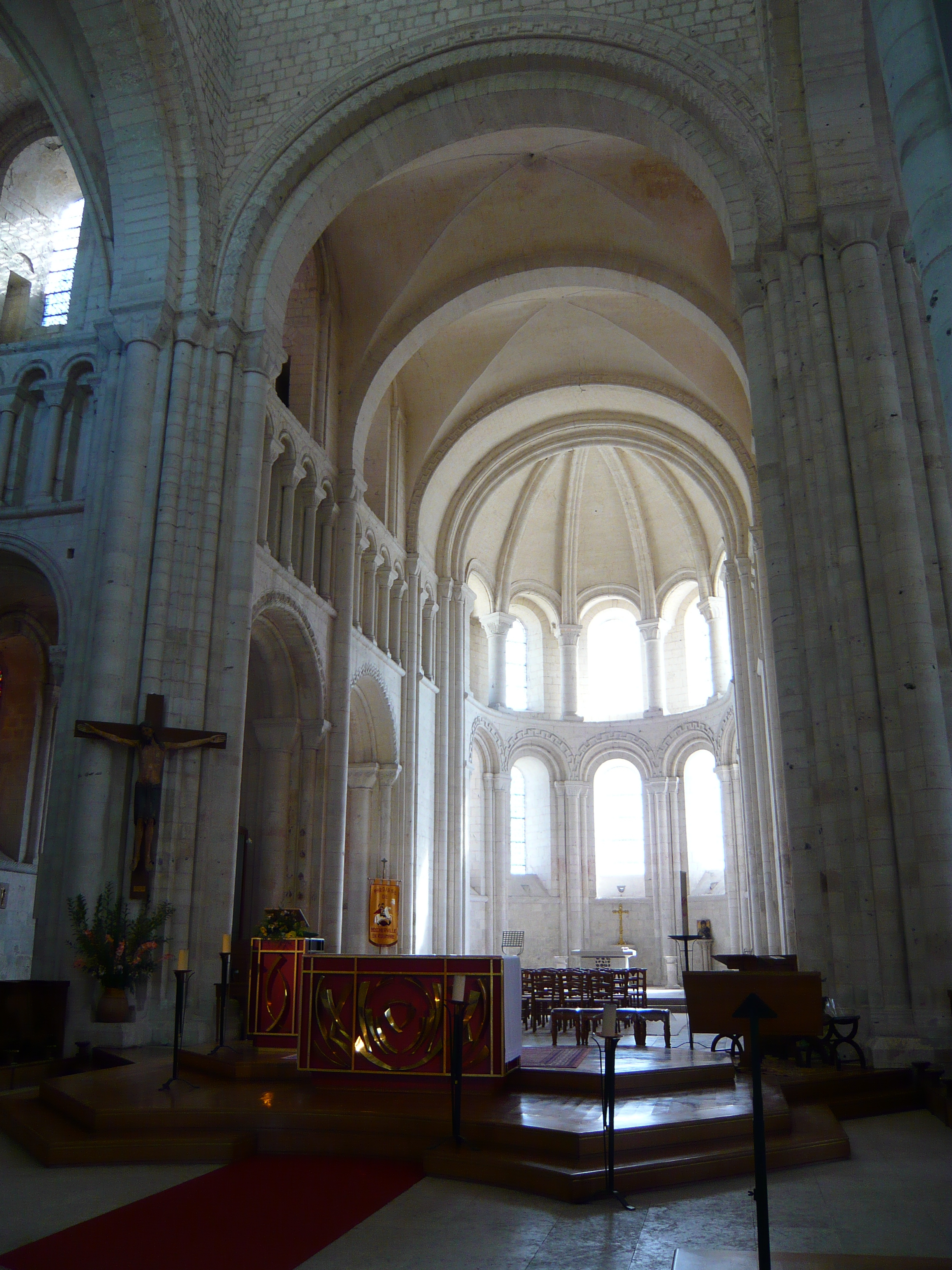
Vue sur l'abside du chœur.
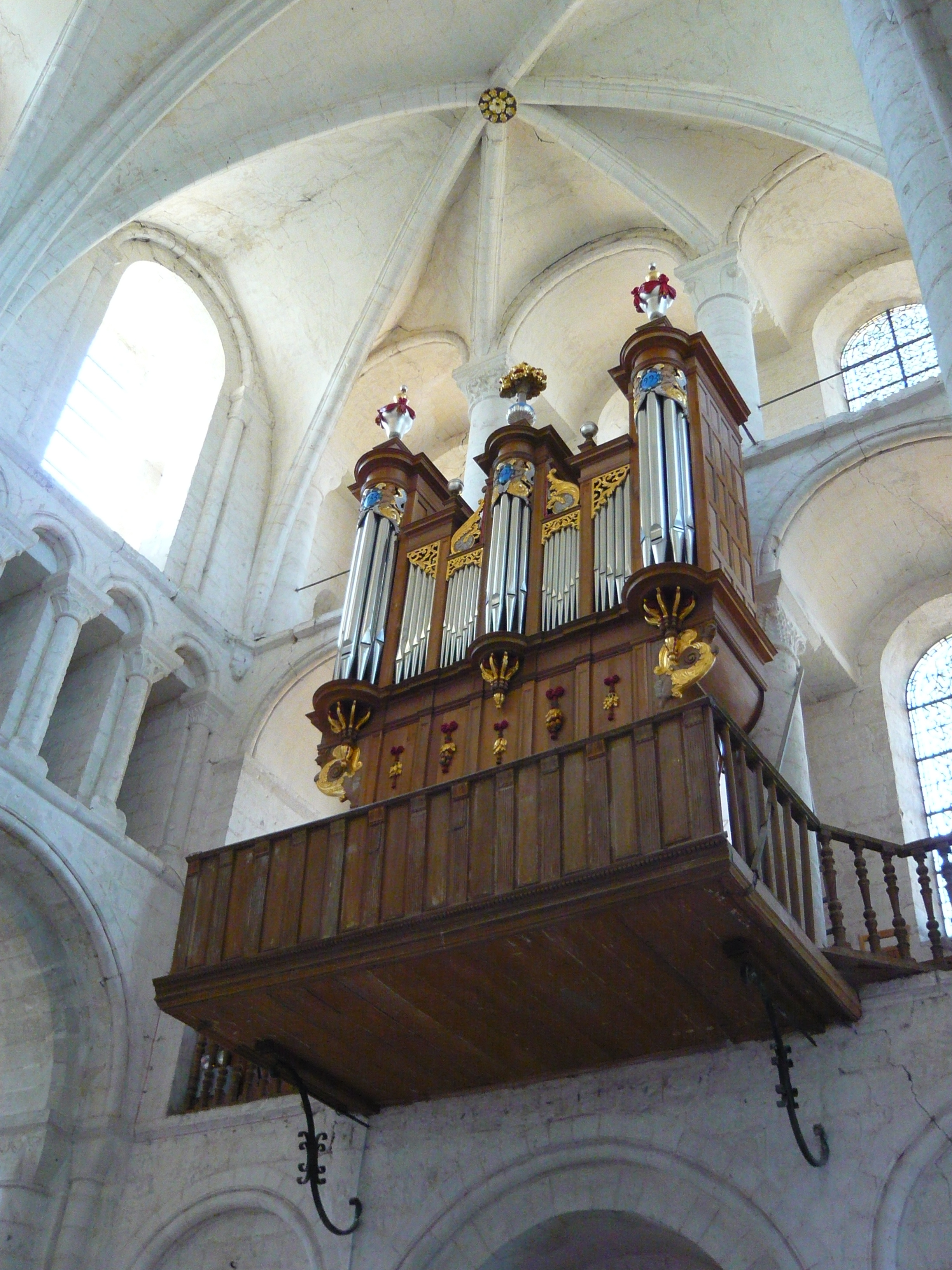
Vue sur l'orgue.

#### Orgue
Le grand orgue, daté de 1627 et 1733, comporte 16 jeux répartis sur 3 claviers et un pédalier sans jeu propre. Il a été restauré en 1994 par le facteur Bernard Aubertin.

### Salle capitulaire

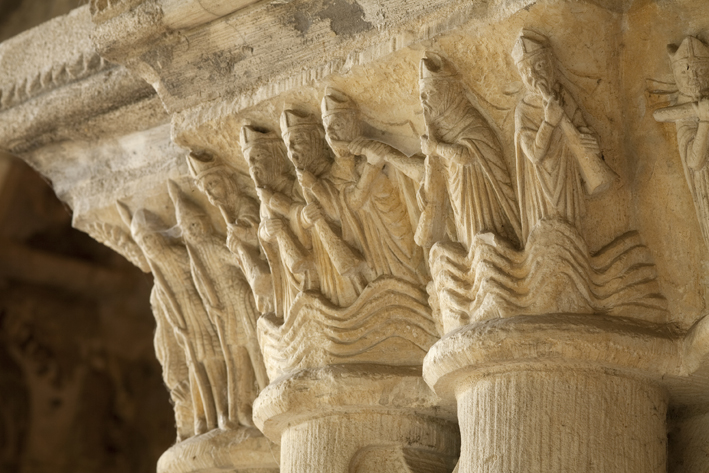

La salle capitulaire de l'abbaye Saint-Georges de Boscherville est une merveille du style gothique normand construite sous l'abbatiat (1157-1211) de l'abbé Victor qui y est inhumé. Elle jouxte le croisillon nord de l'église et est englobée dans le bâtiment construit par les mauristes avec la volonté de la préserver.
C'est une salle carrée de 16,73 m de longueur, de 7,60 m de largeur, d'une hauteur de 12 m avec des murs de 1,80 m d'épaisseur ce qui évite les contreforts. Elle est parallèle à l'église et s'en détache de plus d'un tiers, ce qui permet la création de fenêtres. Contrairement aux autres salles capitulaires normandes, elle n'a ni poteaux, ni abside. Elle a subi les ravages des protestants en 1562 et certaines parties sont en mauvais état à cause de la qualité de la pierre, un calcaire siliceux avec des fragments de silice qui surprennent le sculpteur.
La porte du milieu, qui donne sur le cloître, est accostée de deux larges fenêtres, ce qui est peu courant car on trouve le plus souvent en Normandie des entrées de salles capitulaires avec deux ou trois portes accolées, séparées par des colonnes. Ces trois baies d'égale largeur, d'égale hauteur sous clef et de décoration semblable paraissent du style roman, mais l'ordonnance exceptionnelle des intrados tient davantage du gothique. Les chapiteaux de cette salle dont le galbe est élégant marque un net progrès par rapport à ceux de l'église. Les statues sont parmi les rares éléments à ne pas être normands ; Rouen, manquant alors de statuaires, il était fait appel à ceux de Paris ou de Chartres. Certains chapiteaux semblent avoir bénéficié de leur travail.
Classement : Salle capitulaire (XIIe siècle) avec chapiteaux historiés, classé monument historique en 1875. Propriété du département de Seine-Maritime.

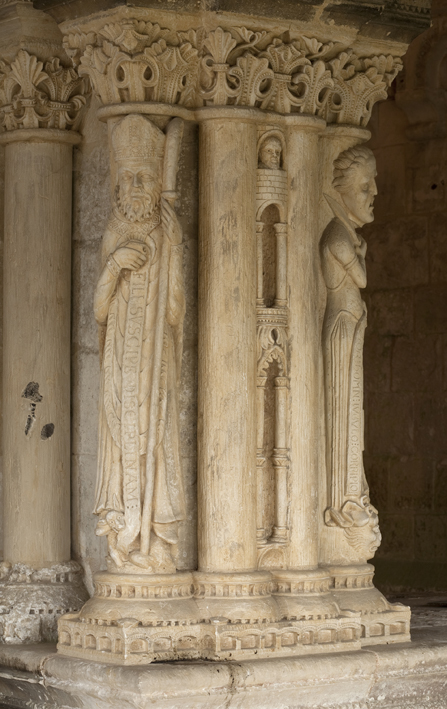
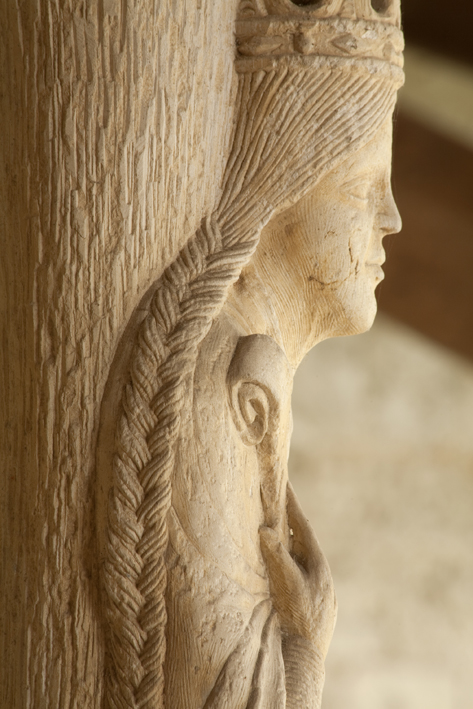
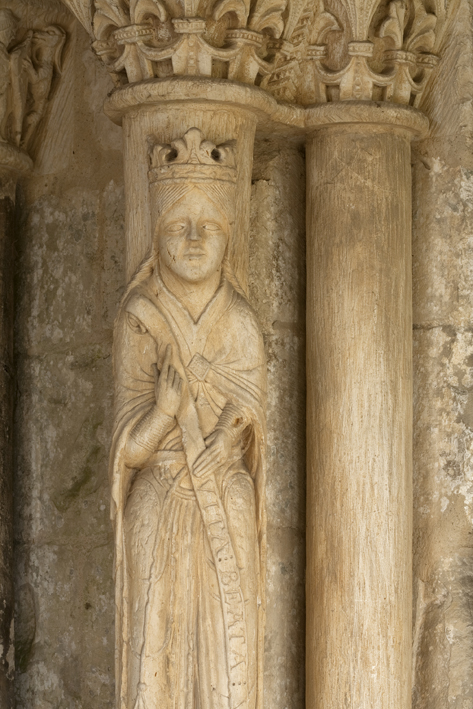
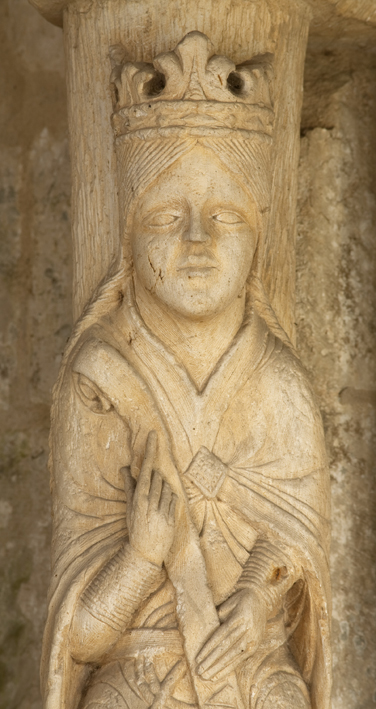
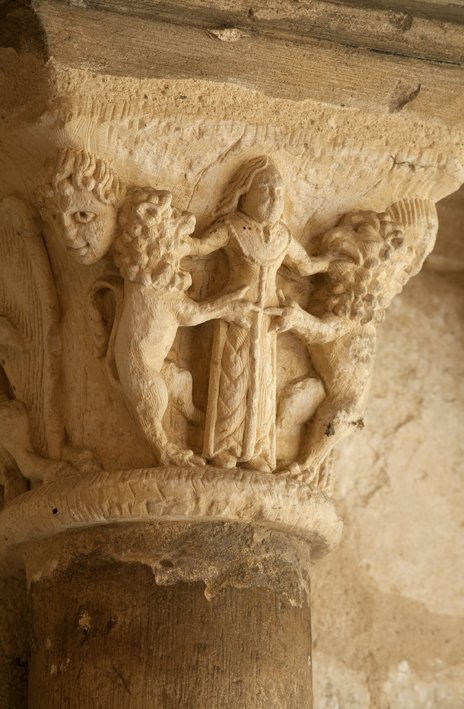
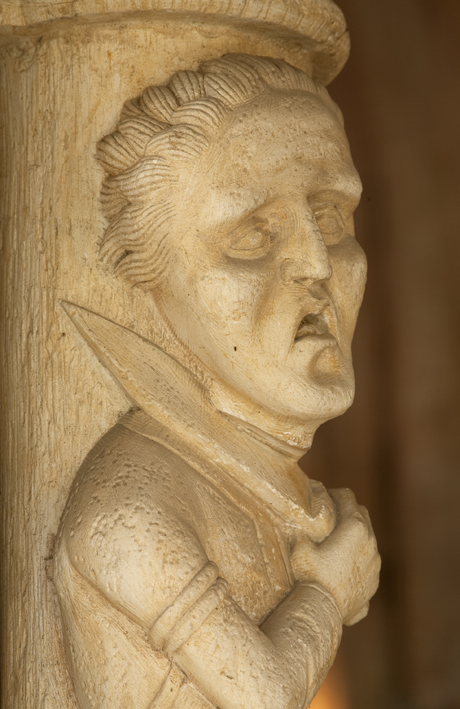
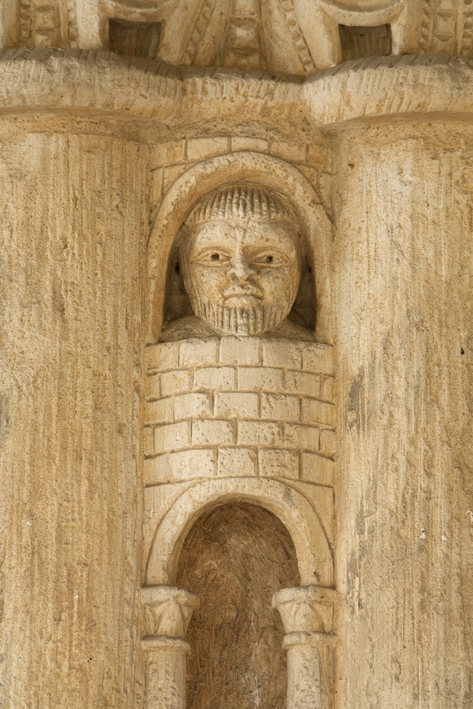
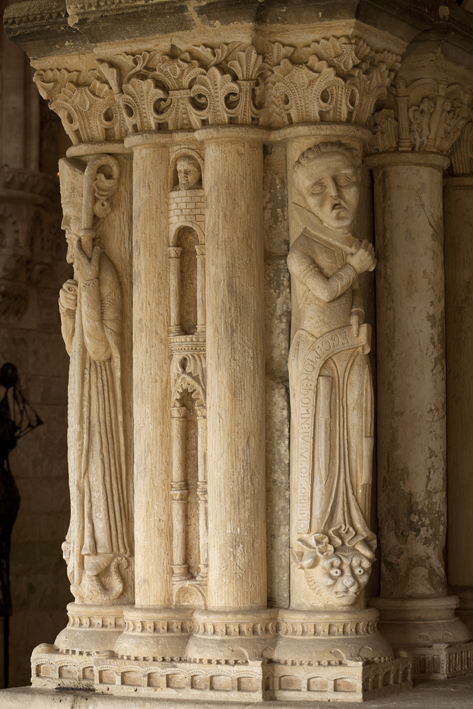

### Bâtiment monastique

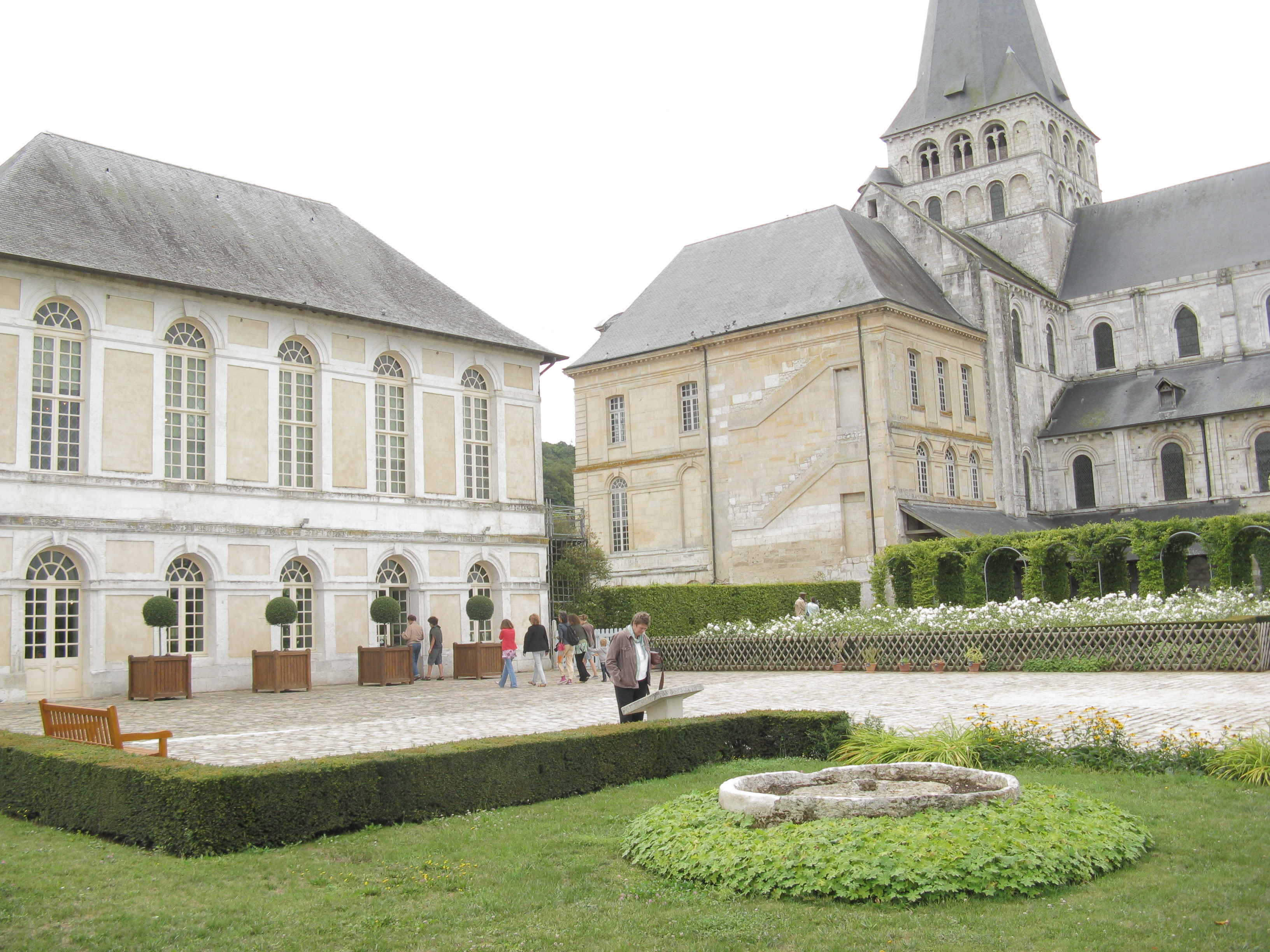
Les deux parties subsistantes du grand bâtiment mauriste.

Il subsiste une partie du grand bâtiment construit par les mauristes à la fin du XVIIe siècle, en pierre de Saint-Leu, de bel appareil dans le style classique du temps de Louis XIV. Le rez-de-chaussée était réservé à l'office, aux cuisines et à la grande salle de réunion et de réception, et l'étage, aux dortoirs.
La salle capitulaire préservée est enchâssée dans le bâtiment nouveau et les revêtements de l'extérieur ne laissent voir que les arcades gothiques, les mauristes ayant, par des biais très prononcés, ramenés les anciennes baies aux nouvelles par souci de symétrie et d'ordonnancement. On lit sur le pignon les traces des escaliers desservant les dortoirs et les autres lieux de vie.

### Cloître
Le cloître a quasiment disparu, mais ses vestiges sont classés monument historique en 1862. Un remarquable chapiteau du XIIe siècle représentant onze musiciens et une acrobate est conservé au musée des Antiquités de Rouen.

### Chapelle "des Chambellans"
La chapelle des Chambellans est une chapelle du XIIIe siècle située au nord. Elle est classée monument historique en 1989.

## Jardins
Classés monument historique en 1989, les jardins à la française du XVIIe siècle ont été redessinés récemment à partir des plans anciens. Ils se composent d'un potager, d'un verger et de parterres de plantes aromatiques et médicinales.
Ils ont reçu le label « jardin remarquable ».

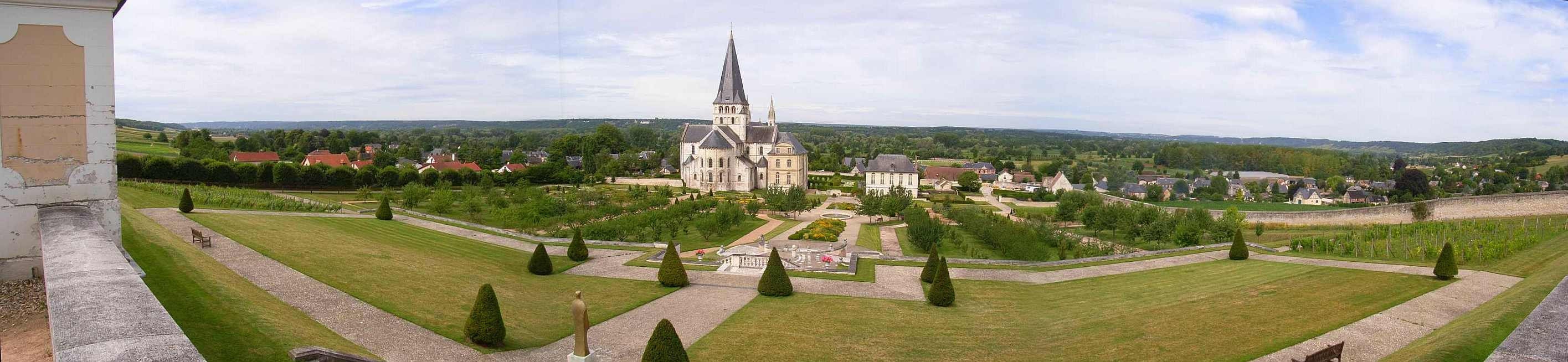
Vue générale de l'abbaye et des jardins.

## Personnalités liées au site
- En 1179, Guillaume de la Rivière fait un don à l'abbaye de Saint-Victor-en-Caux, alors sous le patronage du moine Victor, qui deviendra plus tard abbé de cette abbaye.
- En 1190, Philippe de la Rivière cède ses droits sur l'église de Saint-Pierre-de-Manneville à l'abbaye de Saint-Georges de Boscherville[23].
- François-Philippe Gourdin (1739-1825).
- Le 15 septembre 1989, David Hallyday et Estelle Lefébure s'y sont mariés.
- L'ancien ministre et sénateur-maire centriste de Rouen Jean Lecanuet et sa seconde épouse y sont inhumés.
- Louis Thiry y a enregistré, sur les grandes orgues historiques, un disque compact intitulé « Un tour d'Europe à partir de Rouen - Disque Ensemble, 1994 (J. Titelouze : ‘Urbs Jerusalem', Francisco Correa de Arauxo : 2 Tientos 4° et 9° ton, G. Frescobaldi : Canzon dopo l'epistole, Ricercar dopo il credo, Toccata per l'Elevazione).